# Odontocarya diplobotrya
Odontocarya diplobotrya là một loài thực vật có hoa trong họ Biển bức cát. Loài này được Diels mô tả khoa học đầu tiên năm 1910.